# François Daulte
François Daulte, né le 26 juin 1924 à Vevey et mort le 18 avril 1998 à Lausanne, est un critique d'art et éditeur vaudois.

## Biographie

### Origines et famille
François Daulte naît le 26 juin 1924 à Vevey, dans le canton de Vaud. Il est originaire de La Neuveville, dans le Jura bernois.
Son père, Philippe Daulte, est pasteur et professeur de théologie à la faculté de l'Église évangélique libre du canton de Vaud ; sa mère, française, est née Alice Mourgue-Molines.
Il épouse[Quand ?] Renée Chatelanat. Leur fille, Marianne Delafond, est conservateur adjoint du Musée Marmottan Monet à Paris, et leur fils, Olivier Daulte, directeur des Editions de la Bibliothèque des arts.

### Enfance et études
Selon ses déclarations, son éveil à l'art date de 1934, année lors de laquelle il rencontre au-dessus de Vevey le peintre Steven-Paul Robert, qui lui montre ses tableaux.
Après sa scolarité à l'École nouvelle de Chailly à Lausanne, il fait des études de lettres à l'Université de Lausanne, conclues par une licence en 1947,.
Bénéficiaire d'une bourse d'études du gouvernement français, il fait des stages dans différents musées français de 1948 à 1950, année où il obtient un diplôme de muséologie de l'École du Louvre à Paris,.
Il obtient en 1953 un doctorat en histoire de l'art de l'Université de Lausanne,. Il est le premier docteur en histoire de l'art de l'institution. Sa thèse, intitulée « Frédéric Bazille et son temps », porte sur le peintre français et les origines de la peinture impressionniste.

### Parcours professionnel
Il est le fondateur, avec sa femme, de la Bibliothèque des arts, Lausanne et Paris, maison d'édition qu'il dirige de 1954 à 1963.
Auteur de nombreux articles sur l'art, il publie également le catalogue raisonné de Frédéric Bazille, Sisley et Renoir.
Président et conservateur de la Fondation de l'Hermitage de Lausanne de 1981 à 1995, il est commissaire de nombreuses expositions en Suisse et dans le monde, dont 46 au Japon. Il est l'organisateur de l'exposition « De Manet à Picasso » pour l'Exposition nationale suisse de 1964.
Il est également directeur de la revue L'Œil de 1974 à 1992.
En France, il est élu associé étranger de l’Académie des Beaux-Arts, au fauteuil de Pier Luigi Nervi le 25 mars 1981. La cérémonie d'installation a lieu en octobre de la même année, son éloge étant prononcé par Yves Brayer.

### Autres activités
Il est président du conseil d'administration de la Gazette de Lausanne de 1977 à 1988 et du Service de presse suisse[Quand ?].

### Distinctions
- 1983 : Chevalier de l'ordre des Arts et des Lettres[3]
- 1986 : Commandeur de l'Ordre du Soleil levant[11]
- 1988 : Prix Élie-Faure[3]
- 1992 : Officier de l'Ordre national du mérite[3]

### Mort et obsèques
Il meurt d'une longue maladie le 18 avril 1998 à Lausanne, à l'âge de 73 ans, six mois après la mort de sa femme.
Ses obsèques sont célébrées le 23 avril 1998 à l'église d'Aubonne.

## Fonds d'archives et bourse
Pour valoriser les recherches de François Daulte, une bourse annuelle « François Daulte » est octroyée à des chercheurs post-doctorants par le musée Fabre, qui conserve depuis 2017 un fonds d’archives de Daulte,.

## Succession d'Anne-Marie Rouart par Guy Wildenstein
Après son décès, à l'ouverture d'un coffre à Lausanne, on constate la présence de 24 œuvres, provenant de la succession d'Anne-Marie Rouart disparue en 1993, et réclamées par un de ses héritiers Yves Rouart (avec l'Académie des beaux-arts) aux exécuteurs testamentaires le marchand et personnalité politique Guy Wildenstein ,. Ces soupçons n'ont fait l'objet d'aucun procès ni d'aucune condamnation, un accord à l'amiable ayant été signé entre Yves Rouart et l'Académie des beaux-arts.